# Rússkoie (Krasnodar)
|  | Per a altres significats, vegeu «Rússkoie». |

Rússkoie - Русское (rus) - és un poble del krai de Krasnodar, a Rússia. Es troba als vessants septentrionals del Caucas occidental, a la vora del riu Rússkaia, a 13 km al nord-oest de Krimsk i a 94 km a l'oest de Krasnodar, la capital.
Pertany al municipi de Moldavànskoie.